# Composé binaire de l'hydrogène
Les composés binaires de l'hydrogène sont les composés chimiques binaires ne contenant que de l'hydrogène et un autre élément chimique. Bien que le terme d'« hydrure » ne s'applique en principe qu'aux composés ioniques où l'atome d'hydrogène est le plus électronégatif, et où donc l'hydrogène joue le rôle de l'anion, il est devenu en pratique un synonyme,,,. Il est possible de regrouper les composés de l'hydrogène selon plusieurs types.

## Description générale
Les composés binaires de l'hydrogène et d'éléments du groupe 1 sont des hydrures ioniques (ou hydrures salins) où l'hydrogène est lié électrostatiquement. Comme l'hydrogène est situé quelque peu au centre dans un sens électronégatif, il est nécessaire que le contre-ion soit exceptionnellement électropositif pour que l'hydrure soit décrit avec précision comme ayant un comportement véritablement ionique. Ainsi, cette catégories d'hydrures ne comporte que peu de membres.
Ceux avec les éléments du groupe 2 sont de hydrures covalents polymériques. Dans ces composés, l'hydrogène forme des liaisons covalentes, possédant un caractère ionique médiocre, ce qui rend difficile de les décrire réellement comme purement covalents ou ioniques. La seule exception est l'hydrure de béryllium, qui possède réellement des propriétés covalentes.
Les hydrures de métaux de transition et de lanthanides sont aussi typiquement des hydrures covalents polymériques. Cependant, ils ne possèdent qu'un caractère ionique faible. En conditions normales, ils se décomposent habituellement en leurs composés d'éléments respectifs. En pratique, ce sont des matrices métalliques dans lesquelles sont dissous, en rapport stœchiométrique ou proche, de l'hydrogène pour une concentration totale allant du négligeable au substantiel. De tels solides peuvent être décrits comme des solutions solides et sont appelés alternativement hydrures métalliques ou interstitiels. Ces solides décomposés sont identifiables à leur bonne conduction électrique, leurs propriétés magnétiques (la présence d'hydrogène se couple avec la délocalisation d'électrons de valence du métal), et leur faible densité, comparée à celle des métaux.
Les hydrures salins et covalents polymériques réagissent en général violemment avec l'eau et l'air.
Dans le groupe 12, l'hydrure de zinc est un réactif chimique commun, mais les hydrures de cadmium et de mercure sont très instables.
Les éléments des groupes 13 à 17 (bloc p) forment des hydrures covalents. Dans le groupe 13, les hydrures de bore existent sous la forme du monomère BH3 très réactif, sous celle d'adduits, comme le borazane, ou sous la forme de dimères (diborane) et de divers agrégats BH. L'hydrure d'aluminium (alane, AlH3) est un polymère, les hydrures de gallium existent sous la forme d'un dimère, le digallane, l'hydrure d'indium est seulement stable en dessous de −90 °C, et peu de choses sont connues au sujet de l'hydrure de thallium.
Les hydrures du groupe 14 représentent un groupe extrêmement large, du simple fait du nombre total important d'alcanes, composés saturés de type CnH2n+2, encore plus si l'on tient compte des composés insaturés (alcènes, alcynes, cycloalcanes, etc.). De même, ce groupe contient les composés binaires du silicium, les silanes, plus réduit (quelques composés linéaires ou ramifiés, mais rarement des composés cycliques) tels que le disilane et le trisilane. Pour le germanium, seulement 5 composés binaires linéaires sont connus, des gaz ou des liquides volatils. Le pentagermane existe sous la forme de trois isomères, le n-pentagermane, l'isopentagermane et le néopentagermane. De l'étain, seuls les stannane et distannane sont connus ; il en va de même pour le plombane, un gaz instable, seul hydrure connu du plomb.
Les pnictogènes (groupe 15), chalcogènes (groupe 16) et halogènes (groupe 17) forment avec l'hydrogène les hydrures de pnictogène, les chalcogénures d'hydrogène et chalcogénures d'hydrogène ; dans ces familles, les composés les plus légers (ammoniac, eau et fluorure d'hydrogène) ont un certain nombre de propriétés anormales du fait de liaisons hydrogène.
Les hydrures non classiques possèdent une ou plusieurs molécules de dihydrogène supplémentaires coordinées comme ligand à l'atome central. Ils sont rares et très instables.
Les polyhydrures ou superhydrures sont des composés où le nombre d'atomes d'hydrogène excède la valence de l'atome partenaire. De tels composés ne sont stables que sous des pressions extrêmes mais certains se révèlent être des supraconducteurs à haute température, comme le trihydrure de soufre (H3S), supraconducteur jusqu'à −70,15 °C. Ces composés font l'objet d'une recherche active dans l'espoir de découvrir des supraconducteurs à température ambiante.

## Tableau périodique des hydrures stables binaires
La stabilité relative des composés binaires de l'hydrogène et de leurs alliages dans les conditions normales de température et de pression peut être déduite de leur enthalpie standard de formation
| H2 0    |               |          |           |           |           |         |      |      |      |      |      |      |          |          |          |              | He |
| LiH -91 | BeH2 négative | BH3 41   | CH4 -74,8 | NH3 -46,8 | H2O -243  | HF -272 | Ne   |      |      |      |      |      |          |          |          |              |    |
| NaH -57 | MgH2 -75      | AlH3 -46 | SiH4 31   | PH3 5,4   | H2S -20,7 | HCl -93 | Ar   |      |      |      |      |      |          |          |          |              |    |
| KH -58  | CaH2 -174     | ScH2     | TiH2      | VH        | CrH       | Mn      | Fe   | Co   | Ni   | CuH  | ZnH2 | GaH3 | GeH4 92  | AsH3 67  | H2Se 30  | HBr -36,5    | Kr |
| RbH -47 | SrH2 -177     | YH2      | ZrH2      | NbH       | Mo        | Tc      | Ru   | Rh   | PdH  | Ag   | CdH2 | InH3 | SnH4 163 | SbH3 146 | H2Te 100 | HI 26,6      | Xe |
| CsH -50 | BaH2 -172     |          | HfH2      | TaH       | W         | Re      | Os   | Ir   | Pt   | Au   | Hg   | Tl   | PbH4 252 | BiH3 247 | H2Po 167 | HAt positive | Rn |
| Fr      | Ra            |          | Rf        | Db        | Sg        | Bh      | Hs   | Mt   | Ds   | Rg   | Cn   | Nh   | Fl       | Mc       | Lv       | Ts           | Og |
|         |               | ↓        |           |           |           |         |      |      |      |      |      |      |          |          |          |              |    |
|         |               | LaH2     | CeH2      | PrH2      | NdH2      | PmH2    | SmH2 | EuH2 | GdH2 | TbH2 | DyH2 | HoH2 | ErH2     | TmH2     | YbH2     | LuH2         |    |
|         |               | Ac       | Th        | Pa        | U         | Np      | Pu   | Am   | Cm   | Bk   | Cf   | Es   | Fm       | Md       | No       | Lr           |    |

| Hydrures covalents | Hydrures métalliques    |
| Hydrures ioniques  | Hydrures intermédiaires |
| Inexistant         | Non évalué              |